# Forcipomyia austrina
Forcipomyia austrina är en tvåvingeart som beskrevs av John William Scott Macfie 1932. Forcipomyia austrina ingår i släktet Forcipomyia och familjen svidknott. Inga underarter finns listade i Catalogue of Life.